# Shackleton-Eisfälle
Die Shackleton-Eisfälle sind ein großer Gletscherbruch in der antarktischen Ross Dependency. Er liegt an der Südseite von Mount Darwin und Mount Mills im oberen Abschnitt des Beardmore-Gletschers. 
Die Eisfälle wurden von Teilnehmern der Nimrod-Expedition (1907–1909) entdeckt und nach dem Expeditionsleiter, dem britischen Polarforscher Ernest Shackleton (1874–1922), benannt.